# 1988년 하계 올림픽 아루바 선수단
1988년 하계 올림픽 아루바 선수단은 대한민국 서울에서 개최된 1988년 하계 올림픽에 참가한 올림픽 아루바 선수단이다.

## 출전 선수
| 종목           | 남자 | 여자 | 전체 |
| -------------- | ---- | ---- | ---- |
| 육상           | 0    | 2    | 2    |
| 복싱           | 2    | –    | 2    |
| 펜싱           | 1    | 0    | 1    |
| 유도           | 1    | –    | 1    |
| 아티스틱스위밍 | –    | 2    | 2    |
| 전체           | 4    | 4    | 8    |

## 육상
| 선수 | 세부 종목 | 1차 예선 | 1차 예선 | 2차 예선 | 2차 예선 | 준결선 | 준결선 | 결선 | 결선 |
| 선수 | 세부 종목 | 기록     | 순위     | 기록     | 순위     | 기록   | 순위   | 기록 | 순위 |

## 참고 자료
- (영어) “Aruba at the 1988 Seoul Summer Games”. SR/Olympic Sports. 2012년 3월 26일에 원본 문서에서 보존된 문서. 2011년 10월 9일에 확인함.

## 같이 보기
- 올림픽 아루바 선수단